# Baron Kinross
Baron Kinross, of Glasclune in the County of Haddington, ist ein erblicher britischer Adelstitel in der Peerage of the United Kingdom.

## Verleihung
Der Titel wurde am 15. Juli 1902 für den liberalen Politiker und Lord Justice-General für Scotland John Balfour geschaffen.
Heutiger Titelinhaber ist seit 1985 dessen Ur-urenkel als 5. Baron. 

## Liste der Barone Kinross (1902)
- John Balfour, 1. Baron Kinross (1837–1905)
- Patrick Balfour, 2. Baron Kinross (1870–1939)
- Patrick Balfour, 3. Baron Kinross (1904–1976)
- David Balfour, 4. Baron Kinross (1906–1985)
- Christopher Balfour, 5. Baron Kinross (* 1949)

Titelerbe (Heir Apparent) ist der Sohn des aktuellen Titelinhabers, Hon. Alan Balfour (* 1978).